# 上海博物館蔵戦国楚竹書
上海博物館蔵戦国楚竹書（しゃんはいはくぶつかんぞうせんごくそちくしょ）、通称上博楚簡（しゃんはくそかん、じょうはくそかん）は、中国の上海博物館の所蔵する戦国時代の楚の竹簡群である。儒家や道家の思想研究において重要な文献となっている。成書時期は紀元前373年から紀元前278年のあいだと見られている。

## 概要
簡は1200枚以上、字数は約35000字におよぶ。1994年、香港大学教授の張光裕の仲介により、上海博物館館長の馬承源が入手した。正規の考古発掘を経ていない盗掘簡であり、出土地は不明である。
80種類ほどの文献にわかれる。『周易』や『礼記』緇衣のように現存する文献もあるが、その多くは今まで知られなかった文献であり、儒家を中心とするが、道家・兵家・陰陽家的な内容の書物もある。郭店楚簡と共通点が多い（成書時期も出土地も近い、思想書が多い、重複する文献がある等）。
2001年以来、調査結果が『上海博物館蔵戦国楚竹書』の題で上海古籍出版社から出版されている。日本では浅野裕一・湯浅邦弘らの研究が公刊されている。

## 内容
- 『孔子詩論』
- 『緇衣』
- 『性情論』
- 『民之父母』
- 『子羔』
- 『魯邦大旱』
- 『従政』
- 『昔者君老』
- 『容成氏』
- 『周易』
- 『恒先』
- 『仲弓』
- 『彭祖』
- 『采風曲目』
- 『逸詩』
- 『昭王毀室 昭王与龏之𦞠』
- 『柬大王泊旱』
- 『内豊』
- 『相邦之道』
- 『曹沬之陳』
- 『競建内之』
- 『鮑叔牙与隰朋之諫』
- 『季庚子問于孔子』
- 『姑成家父』
- 『君子為礼』
- 『弟子問』
- 『三徳』
- 『鬼神之明 融師有成氏』
- 『競公瘧』
- 『孔子見季桓子』
- 『荘王既成 申公臣霊王』
- 『平王問鄭寿』
- 『平王与王子木』
- 『慎子曰恭倹』
- 『用曰』
- 『天子建州』甲乙
- 『武王践阼』
- 『鄭子家喪』
- 『君人者何必安哉』
- 『凡物流形』
- 『呉命』
- 『子道餓』
- 『顔淵問于孔子』
- 『成王既邦』
- 『命』
- 『王居』
- 『志書乃言』
- 『有皇将起』
- 『李頌』
- 『蘭賦』
- 『鶹鸝』
- 『成王為城濮之行』甲乙
- 『霊王遂申』
- 『陳公治兵』
- 『挙治王天下』
- 『邦人不称』
- 『史蒥問于夫子』
- 『卜書』